# Colin Fleming
Colin Fleming (Broxburn, 13 agosto 1984) è un ex tennista britannico.
Ha raggiunto il suo più alto ranking in singolare il 14 settembre 2009, con la 359ª posizione, mentre nel doppio ha raggiunto il 17º posto il 9 settembre 2013.

## Statistiche

### Doppio

#### Vittorie (8)
| Legenda singolare         |
| Grande Slam (0)           |
| ATP World Tour Finals (0) |
| ATP Masters 1000 (0)      |
| ATP World Tour 500 (0)    |
| ATP World Tour 250 (8)    |

| Numero | Data              | Torneo                                                        | Superficie  | Compagno        | Avversari in finale                    | Punteggio            |
| ------ | ----------------- | ------------------------------------------------------------- | ----------- | --------------- | -------------------------------------- | -------------------- |
| 1.     | 22 settembre 2009 | Open de Moselle, Metz                                         | Cemento (i) | Ken Skupski     | Arnaud Clément Michaël Llodra          | 2–6, 6–4, [10–5]     |
| 2.     | 1º novembre 2009  | St. Petersburg Open, San Pietroburgo                          | Cemento (i) | Ken Skupski     | Jérémy Chardy Richard Gasquet          | 2–6, 7–5, [10–4]     |
| 3.     | 30 ottobre 2011   | St. Petersburg Open, San Pietroburgo (2)                      | Cemento (i) | Ross Hutchins   | Michail Elgin Aleksandr Kudrjavcev     | 6–3, 6(5)–7, [10–8]  |
| 4.     | 4 marzo 2012      | Delray Beach International Tennis Championships, Delray Beach | Cemento     | Ross Hutchins   | Michal Mertiňák André Sá               | 2–6, 7–6(5), [15–13] |
| 5.     | 22 giugno 2012    | AEGON International, Eastbourne                               | Erba        | Ross Hutchins   | Jamie Delgado Ken Skupski              | 6–4, 6–3             |
| 6.     | 12 gennaio 2013   | Heineken Open, Auckland                                       | Cemento     | Bruno Soares    | Johan Brunström Frederik Nielsen       | 7–6(1), 7–6(2)       |
| 7.     | 24 febbraio 2013  | Open 13, Marsiglia                                            | Cemento     | Rohan Bopanna   | Aisam-ul-Haq Qureshi Jean-Julien Rojer | 6-4, 7–6(3)          |
| 8.     | 4 ottobre 2015    | Shenzhen Open, Shenzen                                        | Cemento     | Jonathan Erlich | Chris Guccione André Sá                | 6-1, 6(3)–7, [10-6]  |

#### Finali perse (11)
| Legenda singolare         |
| Grande Slam (0)           |
| ATP World Tour Finals (0) |
| ATP Masters 1000 (1)      |
| ATP World Tour 500 (0)    |
| ATP World Tour 250 10)    |

| Numero | Data              | Torneo                                     | Superficie     | Compagno        | Avversari in finale                  | Punteggio           |
| ------ | ----------------- | ------------------------------------------ | -------------- | --------------- | ------------------------------------ | ------------------- |
| 1.     | 19 giugno 2010    | AEGON International, Eastbourne            | Erba           | Ken Skupski     | Mariusz Fyrstenberg Marcin Matkowski | 3–6, 7–5, [8–10]    |
| 2.     | 9 aprile 2011     | Grand Prix Hassan II, Casablanca           | Terra rossa    | Igor Zelenay    | Robert Lindstedt Horia Tecău         | 2–6, 1–6            |
| 3.     | 15 luglio 2012    | Hall of Fame Tennis Championships, Newport | Erba           | Ross Hutchins   | Santiago González Scott Lipsky       | 6(3)–7, 3–6         |
| 4.     | 30 settembre 2012 | Malaysian Open, Kuala Lumpur               | Cemento (i)    | Ross Hutchins   | Alexander Peya Bruno Soares          | 7–5, 5–7, [7–10]    |
| 5.     | 21 giugno 2013    | AEGON International, Eastbourne (2)        | Erba           | Jonathan Marray | Alexander Peya Bruno Soares          | 6–3, 3–6, [8–10]    |
| 6.     | 28 luglio 2013    | Atlanta Open, Atlanta (1)                  | Cemento        | Jonathan Marray | Édouard Roger-Vasselin Igor Sijsling | 6(6)–7, 3-6         |
| 7.     | 11 agosto 2013    | Rogers Cup, Montréal                       | Cemento        | Andy Murray     | Bruno Soares Alexander Peya          | 4-6, 6(4)–7         |
| 8.     | 4 maggio 2014     | BMW Open, Monaco di Baviera                | Terra rossa    | Ross Hutchins   | Jamie Murray John Peers              | 4-6, 2-6            |
| 9.     | 22 febbraio 2015  | Open 13, Marsiglia                         | Cemento indoor | Jonathan Marray | Henri Kontinen Marin Draganja        | 4-6, 6-3, [8-10]    |
| 10.    | 2 agosto 2015     | Atlanta Open, Atlanta (2)                  | Cemento        | Gilles Müller   | Bob Bryan Mike Bryan                 | 6–4, 6(2)–7, [4–10] |
| 11.    | 21 febbraio 2016  | Open 13, Marsiglia (2)                     | Cemento (i)    | Jonathan Erlich | Mate Pavić Michael Venus             | 2-6, 3-6            |